# Osejava
Osejava este o arie protejată (sit de importanță comunitară — SCI) din Croația întinsă pe o suprafață de 16,3 ha, integral marine.

## Localizare
Centrul sitului Osejava este situat la coordonatele 43°16′52″N 17°01′46″E / 43.281149°N 17.0294°E.

## Înființare
Situl Osejava a fost declarat sit de importanță comunitară în iulie 2013 pentru a proteja un număr necunoscut de specii din flora spontană și fauna sălbatică aflate în arealul zonei.

## Biodiversitate
Situată în ecoregiunea marină mediteraneană, aria protejată conține 2 habitate naturale: Terase mlăștinoase și terase nisipoase neacoperite de apă la reflux, Recifuri.
La baza desemnării sitului se află un număr nedeclarat de specii protejate.